# Добаш перуанський
Доба́ш перуанський (Picumnus steindachneri) — вид дятлоподібних птахів родини дятлових (Picidae). Ендемік Перу. Вид названий на честь австрійського іхтіолога і герпетолога Франца Штейндахнера.

## Опис
Довжина птаха становить 8,5—10 см. Верхня частина тіла сірувато-коричнева, поцяткована білими або жовтуватими плямками і смужками, горло білувате, груди чорні, поцятковані білими краплеподібними плямками. Боки і решта нижньої частини тіла поцяткована чорними і білими смужками. Хвіст чорнуватий, центральній і крайні стернові пера білі. У самців передня частина тімені червона.

## Поширення і екологія
Ареал перуанських добашів обмежений невеликою територією в долинах річок Уайяґа і Уткубамба, в регіонах Сан-Мартін і Амазонас на півночі Перу. Вони живуть у вологих гірських і рівнинних тропічних лісах, серед густих бамбукових заростей, ліан і епіфітів. Зустрічаються поодинці або парами, на висоті від 1100 до 2200 м над рівнем моря. Часто приєднуються до змішаних зграй птахів.

## Збереження
МСОП класифікує цей вид як такий, що перебуває під загрозою зникнення. За оцінками дослідників, популяція перуанських добашів становить від 6 до 15 тисяч птахів. Їм загрожує знищення природного середовища.